# Bandera de Róterdam
La bandera de Róterdam consta de tres franjas horizontales de igual altura de color verde, blanco y verde, respectivamente. La ciudad portuaria adoptó esta bandera oficialmente el 10 de febrero de 1949. La misma combinación de colores es usada igualmente en el escudo de la ciudad.

## Banderas históricas
Los colores verde y blanco han sido los colores de Róterdam desde la Edad Media, pero el número de franjas en las banderas que ha utilizado la ciudad, así como la distribución de las mismas, ha variado bastante a través de los años. El verde hace referencia a la Corte de Wena (tradicional castillo que se ubicaba en el centro de la ciudad) y el blanco simboliza las aguas del río Rotte, mismo que da nombre a la ciudad (pese a una difundida creencia popular según la cual el verde simbolizaría las orillas del mismo río). Los barcos que cuentan con el puerto de Róterdam como puerto base enarbolaban la bandera de la ciudad en uno o dos de sus mástiles al navegar.

## Galería

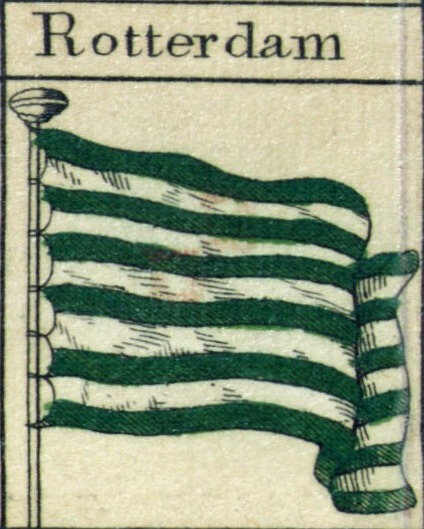
Bandera de Róterdam, dibujada en un catálogo de 1783.
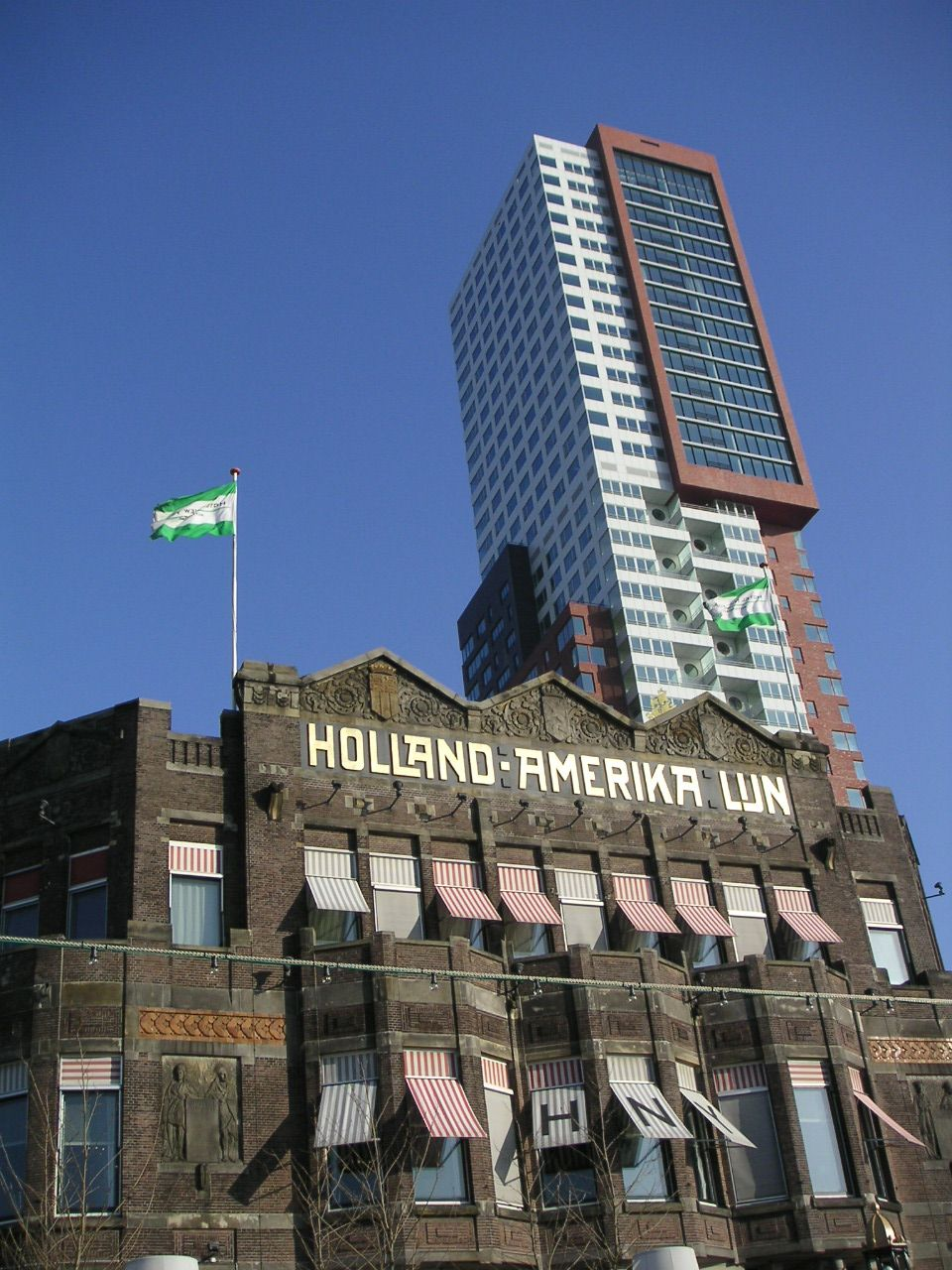
La bandera de Róterdam con el logo de Holland America Line en un edificio de la empresa.
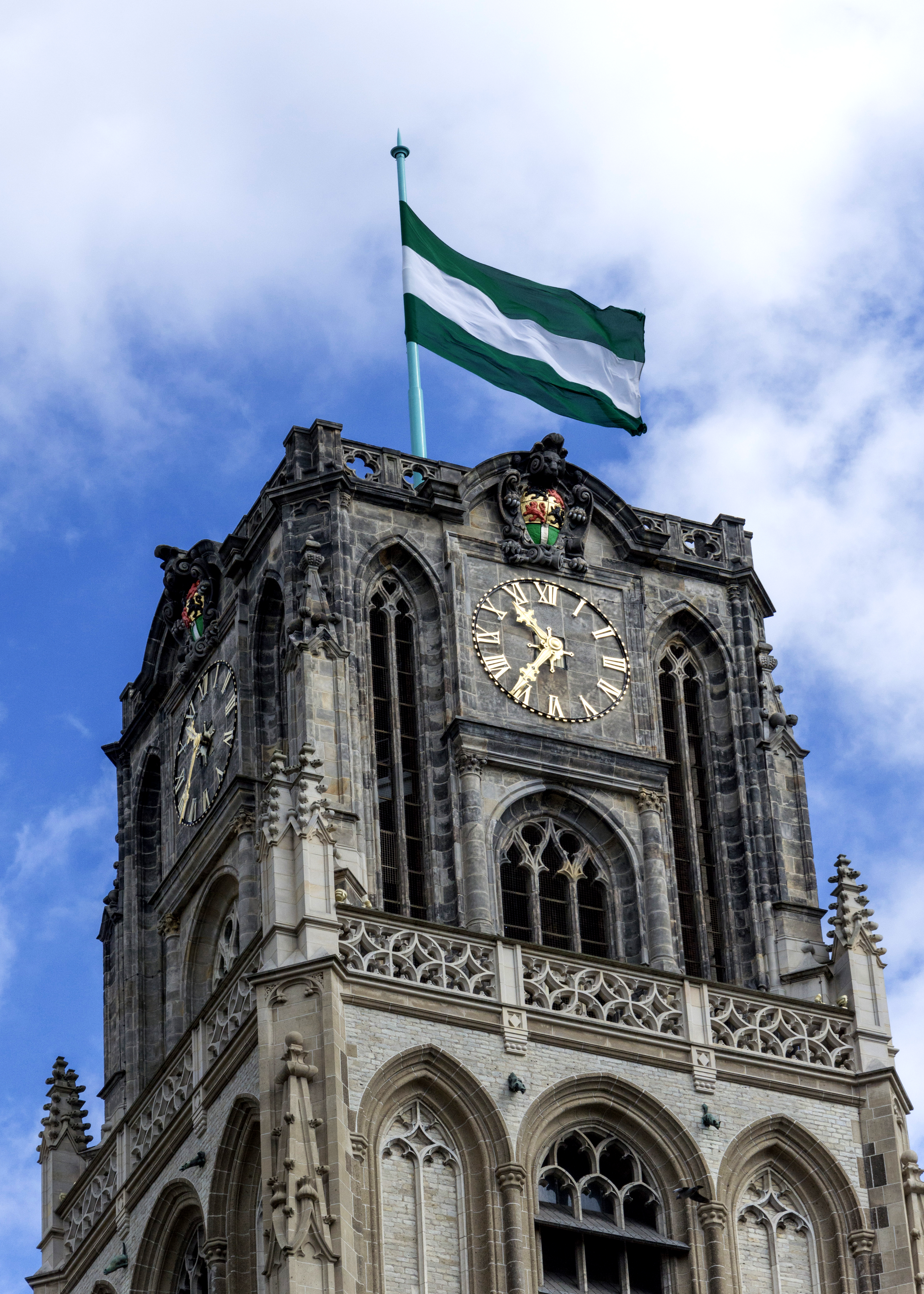
La bandera de Róterdam ondeando en la Iglesia de San Lorenzo.